# الإسلام في جزيرة كريت
الإسلام في جزيرة كريت أطلق عليها العرب (اقريطش)، وعرفت عند الأتراك باسم (جزيت) وحديثاً باسم جزيرة كريت، وتتبع حالياً اليونان وهي أكبر الجزر اليونانية، وتوجد ضمن الحوض الشرقي للبحر المتوسط، وفي أقصى جنوب بحر إيجة، والعاصمة هي كانديا (أو الخندق)، وهو اسم اطلقه الأندلسيون عندما حكموا كريت، واستبدل حديثاً (هرقليون).

## كيف وصل الإسلام إلى كريت
تقترب جزيرة كريت من السواحل العربية في شمال إفريقيا وحاول المسلمون دخولها في منتصف القرن الهجري الأول، وذلك في أثناء تعقبهم لجيوش الروم بعد هزيمتهم في الشام ومصر، وغض المسلمون النظر عن احتلال كريت حتى مستهل القرن الثالث الهجرى، عندما استولى فريق من عرب الأندلس على الجزيرة في سنة (210 هـ - 825م) ووصلوا إلى الجزيرة في مغامرة بحرية وظل الأندلسيون يحكمون الجزيرة حتى سنة (350 هـ - 961م)، أي مكث الحكم الإسلامي لكريت مدة مائة وأربعين عاماً واعتنق معظم سكان الجزيرة الإسلام، ثم استولى البيزنطيون على الجزيرة مرة أخرى وساد الاضطهاد الديني للمسلمين بالجزيرة، وفي القرن السابع الهجري اشترت جمهورية البندقية جزيرة كريت، وحكم البنادقة الجزيرة حكماً استبدادياً وحاولوا نشر المذهب الكاثوليكي بين سكان الجزيرة وكان أهلها يعتنقون المذهب الأرثوذكسي فهاجر الكثير من أهل الجزيرة إلى البلاد الإسلامية واعتنق الكثير منهم الإسلام.واستنجد أهل الجزيرة بالاتراك العثمانين لتخليصهم من حكم البنادقة. فأرسل العثمانيون حملة لاحتلال كريت في سنة (1080 – 1669) وعاد الحكم الإسلامي لجزيرة كريت مرة ثانية وعاد المذهب الأرثوذكسي للجزيرة وساد التسامح الديني في الجزيرة وأمام تسامح المسلمين اعتنق نصف سكان جزيرة كريت الإسلام وانتشر في جميع أنحاء كريت في ظل الحكم التركي. ولم يحاول الأتراك تغير لغة الجزيرة أو التدخل في دين أهلها.
وفي أثناء القرن الثالث عشر الهجري انتهزت الدول الأوربية خصوصاً روسيا ضعف الدولة العثمانية وحاولوا التدخل إلى جانب اليونان ضد الدولة تركيا وخاضت الدولة العثمانية عدة حروب في كريت وشبه جزيرة المورة، وتدخلت مصر إلى جانب السلطان العثماني ومنح محمد علي حكم كريت بين سنتي (1240 هـ - 1256 هـ)واستمر الصراع حتى سنة (1316هـ -1898 م) عندما (دولت) كريت ومنحت بعد ذلك لليونان في سنة (1332 هـ - 1913 م). ونتيجة للخسارة التي مني بها المحتلون هاجر حوالي 450 ألف مسلم من جزيرة كريت، ولم يسمح للمسلمين بناء مدارس جديدة لتعليم أبنائهم، وحرم عليهم بناء أو إصلاح المساجد بسبب قيامهم بتحويل الكنائس إلى مساجد عند احتلالهم الجزيرة. ولقد خلف المسلمين وراءهم العديد من المساجد والمدارس الدينية، ومن أبرز ٍمساجد كريت مسجد السلطان إبراهيم في مدينة الخندق عاصمة الجزيرة وقد حول المسجد لاحقا إلى كنيسة (سانت نيكولاس) وذلك لان اصله كان كنيسة وقد قام المسلمون بتحويله إلى مسجد ابان الحكم التركي. وافتتح أول مركز إسلامي في جزيرة كريت ويهتم بالدراسات الإسلامية والعربية.